# Zdeněk Chalabala
Zdeněk Chalabala (ur. 18 kwietnia 1899 w Uherskim Hradišciu, zm. 4 marca 1962 w Pradze) – czeski dyrygent.

## Życiorys
Początkowo uczył się w Pradze u Vítězslava Nováka. W latach 1919–1922 studiował u Františka Neumanna i Leoša Janáčka w konserwatorium w Brnie, następnie od 1925 do 1936 roku był wykładowcą tej uczelni. W Brnie dyrygował orkiestrą Filharmonii Słowackiej (1924–1925) oraz Teatru Narodowego (1925–1929). W latach 1936–1945 był dyrygentem Teatru Narodowego w Pradze. Od 1945 do 1947 roku dyrygował orkiestrą opery w Ostrawie. W kolejnych latach prowadził orkiestrę opery w Brnie (1949–1952) i Słowackiego Teatru Narodowego w Bratysławie (1952–1953). Od 1953 do 1962 roku ponownie dyrygował w Teatrze Narodowym w Pradze. W latach 1956–1960 gościnnie prowadził orkiestrę Teatru Bolszoj w Moskwie i Teatru Opery i Baletu im. Kirowa w Leningradzie.
W 1958 roku otrzymał tytuł Artysty narodowego. Jego żoną była śpiewaczka operowa Běla Rozumová.